# Municipio de Peto
El municipio de Peto es uno de los 106 municipios del estado mexicano de Yucatán. Su cabecera municipal es la localidad homónima de Peto. Desde el punto de vista de su extensión territorial, de su población, de su producción, es uno de los municipios más importantes de Yucatán.

## Toponimia
De la maya pet, corona, y uj, luna, es decir, corona de la luna.

## Colindancia
El municipio ubicado en la región sur del estado, colinda al norte con Yaxcabá y Tahdziú; al sur con el estado de Quintana Roo; al oriente con  Chikindzonot y al occidente con el municipio de Tzucacab.

## Datos históricos
- La villa, hoy ciudad de Peto, fue fundada en 1549 por Francisco de Berreo.
- Después de la conquista de Yucatán Peto fue incorporado al régimen de las encomiendas
- Juan de Aguilar fue encomendero en 1552.
- Pedro Magaña y Pacheco en 1624
- Antonio Ayora y Porras en 1680
- En 1821 Peto con todo Yucatán se declara independiente de España.
- 1825: Peto pasó a formar parte del partido de Beneficios Altos, con cabecera en Tihosuco.
- 1841: El pueblo de Peto fue ascendido a la categoría de Villa.
- 1847 y 1848: Durante la Guerra de Castas, Peto fue escenario de numerosas confrontaciones entre la población indígena y los habitantes blancos. A principios de 1848, la villa fue sitiada primero y ocupada después por los mayas rebeldes, bajo el mando de Jacinto Pat. Los habitantes criollos se trasladaron a Tekax. En noviembre de ese año fue muerto en la villa de Peto Marcelo Pat, hijo de Jacinto, de un balazo en la espalda. Ante la pérdida de su hijo, el caudillo abandonó la villa, desprotegiéndola; fue entonces, dos días después, recuperada la plaza por tropas gubernamentales.
- 1849: Desde Peto, los curas José Canuto Vela y Jorge Burgos, lanzan un exhorto a la población maya y a todos los rebeldes para que abandonaran la lucha armada. El exhorto fue desoído y la guerra continuó.
- 1900: Se inauguró la línea ferroviaria entre Mérida a Peto.
- 1914: El 28 de abril la Villa de Peto se elevó a la categoría de ciudad por decreto.
- 1918: Peto se erige en municipio libre.
- 1930: Peto fue considerado  un importante centro recolector de resina de chicozapote y es importante durante el auge chiclero de las primeras décadas del siglo XX.

## Economía
El municipio de Peto tiene una economía relativamente rica. A principios  se desarrolló gracias al auge chiclero que benefició a toda la región. En la actualidad se cultiva el maíz, el frijol, chile, sandía, jícama y especies maderables. Hay cría de ganado bovino y porcino, así como numerosas granjas avícolas. Hay buena cacería.
En el sector secundario de la economía, la fabricación de calzado es la actividad más importante. Se confeccionan también prendas de vestir.
Hay un comercio intenso sobre todo con los municipios del sur del estado. El turismo es también una actividad considerable.

## Atractivos turísticos
- Arquitectónicos:
  - Templo católico dedicado a San José, que data del siglo XVIII.
  - Templo católico donde se venera a San Antonio construido en el siglo XVII.
- Arqueológicos:

Existen vestigios de la cultura maya en las localidades de Calotmul, Tixualahtún y Xoy.
- Fiesta:

Se celebra una importante fiesta regional en diciembre, con el motivo religioso de la veneración de la virgen de la Estrella. Esta fiesta popular se hace en la cabecera municipal del 26 de diciembre a 6 de enero del siguiente año.

## Localidades
- Chan Calotmul